# Anolis cuvieri
Espèce
Synonymes
- Xiphosurus cuvieri (Merrem, 1820)

Anolis cuvieri est une espèce de sauriens de la famille des Dactyloidae.

## Répartition
Cette espèce est endémique de Porto Rico.

## Description
Les mâles mesurent jusqu'à 122 mm et les femelles jusqu'à 87 mm.

## Étymologie
Cette espèce est nommée en l'honneur de Georges Cuvier.

## Publication originale
- Merrem, 1820 : Versuch eines Systems der Amphibien I (Tentamen Systematis Amphibiorum). J. C. Krieger, Marburg, p. 1-191 (texte intégral).